# Лора (Огайо)
Лора (англ. Laura) — селище (англ. village) в США, в окрузі Маямі штату Огайо. Населення — 398 осіб (2020).

## Географія
Лора розташована за координатами 39°59′42″ пн. ш. 84°24′30″ зх. д. / 39.99500° пн. ш. 84.40833° зх. д. (39.995096, -84.408424).  За даними Бюро перепису населення США в 2010 році селище мало площу 0,70 км², уся площа — суходіл.

## Демографія
Згідно з переписом 2010 року, у селищі мешкали 474 особи в 174 домогосподарствах у складі 120 родин. Густота населення становила 676 осіб/км².  Було 185 помешкань (264/км²).
Расовий склад населення:
| - 96,6 % — білих - 1,7 % — чорних або афроамериканців - 0,4 % — корінних американців - 0,2 % — азіатів |

До двох чи більше рас належало 0,4 %. Частка іспаномовних становила 1,5 % від усіх жителів.
За віковим діапазоном населення розподілялося таким чином: 23,4 % — особи молодші 18 років, 63,7 % — особи у віці 18—64 років, 12,9 % — особи у віці 65 років та старші. Медіана віку мешканця становила 38,0 року. На 100 осіб жіночої статі у селищі припадало 99,2 чоловіків;  на 100 жінок у віці від 18 років та старших — 102,8 чоловіків також старших 18 років.
Середній дохід на одне домашнє господарство  становив 55 942 долари США (медіана — 43 523), а середній дохід на одну сім'ю — 64 223 долари (медіана — 58 500). Медіана доходів становила 45 938 доларів для чоловіків та 30 625 доларів для жінок. За межею бідності перебувало 19,2 % осіб, у тому числі 30,9 % дітей у віці до 18 років та 0,0 % осіб у віці 65 років та старших.
Цивільне працевлаштоване населення становило 173 особи. Основні галузі зайнятості: виробництво — 26,0 %, роздрібна торгівля — 17,9 %, освіта, охорона здоров'я та соціальна допомога — 16,8 %.